# Coccomyces cocoës
Coccomyces cocoës är en svampart som beskrevs av Dennis 1953. Coccomyces cocoës ingår i släktet Coccomyces och familjen Rhytismataceae.   Inga underarter finns listade i Catalogue of Life.